# Pakxé
Pakxé (engelska: Pakxe, franska: Paksé) är en provinshuvudstad i Laos.   Den ligger i provinsen Champasack, i den södra delen av landet, 500 km sydost om huvudstaden Vientiane. Pakxé ligger 105 meter över havet och antalet invånare är 88 332.
Terrängen runt Pakxé är platt västerut, men österut är den kuperad. Runt Pakxé är det ganska tätbefolkat, med 155 invånare per kvadratkilometer. Det finns inga andra samhällen i närheten. I omgivningarna runt Pakxé växer huvudsakligen savannskog.